# Coupe du monde B de combiné nordique 2000
Navigation
1998 — 1999 2000 — 2001
| \| Våler Taivalkoski Val di Fiemme Reit im Winkl Garmisch-Partenkirchen Andelsbuch Mislinja Baiersbronn Klingenthal Karpacz Chamonix \| Les sites des compétitions (manquent Lake Placid et Calgary) |
| Våler Taivalkoski Val di Fiemme Reit im Winkl Garmisch-Partenkirchen Andelsbuch Mislinja Baiersbronn Klingenthal Karpacz Chamonix                                                                    |

La Coupe du monde B de combiné nordique 1999 — 2000 fut la dixième édition de la coupe du monde B de combiné nordique, compétition de combiné nordique organisée annuellement de 1991 à 2008 et devenue depuis la coupe continentale.
Elle s'est déroulée du 16 décembre 1999 au 3 mars 2000, en 22 épreuves dont 3 furent annulées.
Cette Coupe du monde B aurait dû débuter en Norvège, à Våler, mais cette épreuve a été annulée. La compétition a donc commencé une semaine plus tard, en Finlande, dans la station de Taivalkoski.
Elle a ensuite fait étape
en Italie (Val di Fiemme),
en Allemagne (Reit im Winkl, Garmisch-Partenkirchen, Baiersbronn et Klingenthal),
aux États-Unis (Lake Placid),
au Canada (Calgary),
en Autriche (Andelsbuch),
en Slovénie (Mislinja),
pour s'achever en France, à Chamonix.
Une épreuve aurait dû avoir lieu en Pologne, à Karpacz, mais fut annulée.
Cette Coupe du monde B fut le lieu de la première victoire canadienne de l'histoire de cette compétition : celle de Demian Carson à Klingenthal le 4 mars 2000.
La Coupe du monde B 2000 a été remportée par le français Frédéric Baud ; c'était sa deuxième victoire au classement général de cette compétition, après celle de 1997.

## Classement général
| Rang | Nom                |
| ---- | ------------------ |
| 1    | Frédéric Baud      |
| 2    | Sverre Rotevatn    |
| 3    | Antti Kuisma       |
| 4    | Kris Erichsen      |
| 5    | Takanori Hagiwara  |
| 6    | Petr Šmejc (cs)    |
| 7    | Egil Sveen         |
| 8    | Urs Kunz           |
| 9    | Thorsten Schmitt   |
| 10   | Jacob Gunnes       |
| 11   | Jochen Strobl      |
| 12   | Futoshi Ōtake (de) |

## Calendrier
| Date                          | Épreuve       | Vainqueur         | Deuxième           | Troisième          |
| 1 — 2. Våler                  |               |                   |                    |                    |
| 3/12/1999                     | K120 / 15 km  | Épreuve annulée   | Épreuve annulée    | Épreuve annulée    |
| 5/12/1999                     | K120 / 7,5 km | Épreuve annulée   | Épreuve annulée    | Épreuve annulée    |
| 3 — 4. Taivalkoski            |               |                   |                    |                    |
| 10/12/1999                    | K90 / 15 km   | Kristian Hammer   | Sverre Rotevatn    | Kouji Takasawa     |
| 11/12/1999                    | K90 / 7,5 km  | Kristian Hammer   | Takanori Hagiwara  | Valeri Stoliarov   |
| 5 — 6. Val di Fiemme          |               |                   |                    |                    |
| 17/12/1999                    | K90 / 15 km   | Kristian Hammer   | Ludovic Roux       | Baptiste Rousset   |
| 18/12/1999                    | K90 / 7,5 km  | Kristian Hammer   | Ludovic Roux       | Kouji Takasawa     |
| 7. Reit im Winkl              |               |                   |                    |                    |
| 20/12/1999                    | K90 / 15 km   | Marco Baacke      | Ludovic Roux       | Kouji Takasawa     |
| 8 — 9. Garmisch-Partenkirchen |               |                   |                    |                    |
| 8/01/2000                     | K120 / 15 km  | Matthias Looß     | Futoshi Ōtake      | Pavel Churavý      |
| 9/01/2000                     | K120 / 15 km  | Jens Gaiser       | Andreas Hurschler  | Matthias Mehringer |
| 10 — 11. Lake Placid          |               |                   |                    |                    |
| 13/01/2000                    | K120 / 7,5 km | Christoph Bieler  | Matt Dayton        | Egil Sveen         |
| 14/01/2000                    | K120 / 7,5 km | Christoph Bieler  | Andreas Hurschler  | Pavel Churavý      |
| 12 — 13. Calgary              |               |                   |                    |                    |
| 19/01/2000                    | K90 / 15 km   | Christoph Bieler  | Andreas Hurschler  | Jens Gaiser        |
| 20/01/2000                    | K90 / 7,5 km  | Andreas Hurschler | Futoshi Ōtake (de) | Jens Gaiser        |
| 14. Andelsbuch                |               |                   |                    |                    |
| 5/02/2000                     | K120 / 15 km  | Christoph Bieler  | Tsuyoshi Ichinohe  | Bernhard Gruber    |
| 15 — 16. Mislinja             |               |                   |                    |                    |
| 11/02/2000                    | K90 / 7,5 km  | Christoph Bieler  | Christoph Eugen    | Matthias Looß      |
| 12/02/2000                    | K90 / 15 km   | Christoph Bieler  | Petr Šmejc (cs)    | Egil Sveen         |
| 17. Baiersbronn               |               |                   |                    |                    |
| 11/02/2000                    | K90 / 15 km   | Frédéric Baud     | Thorsten Schmitt   | Jan Rune Grave     |
| 18 — 19. Klingenthal          |               |                   |                    |                    |
| 3/03/2000                     | K90 / 7,5 km  | Marc Frey         | Urs Kunz           | Matt Dayton        |
| 4/03/2000                     | K90 / 15 km   | Demian Carson     | Kris Erichsen      | Jason Myslicki     |
| 20. Karpacz                   |               |                   |                    |                    |
| 11/03/2000                    | K90 / 15 km   | Épreuve annulée   | Épreuve annulée    | Épreuve annulée    |
| 21 — 22. Chamonix             |               |                   |                    |                    |
| 17/03/2000                    | K90 / 15 km   | Frédéric Baud     | Kris Erichsen      | Marc Frey          |
| 18/03/2000                    | K90 / 15 km   | Kevin Arnould     | Frédéric Baud      | Michal Pšenko      |